# Astronauta

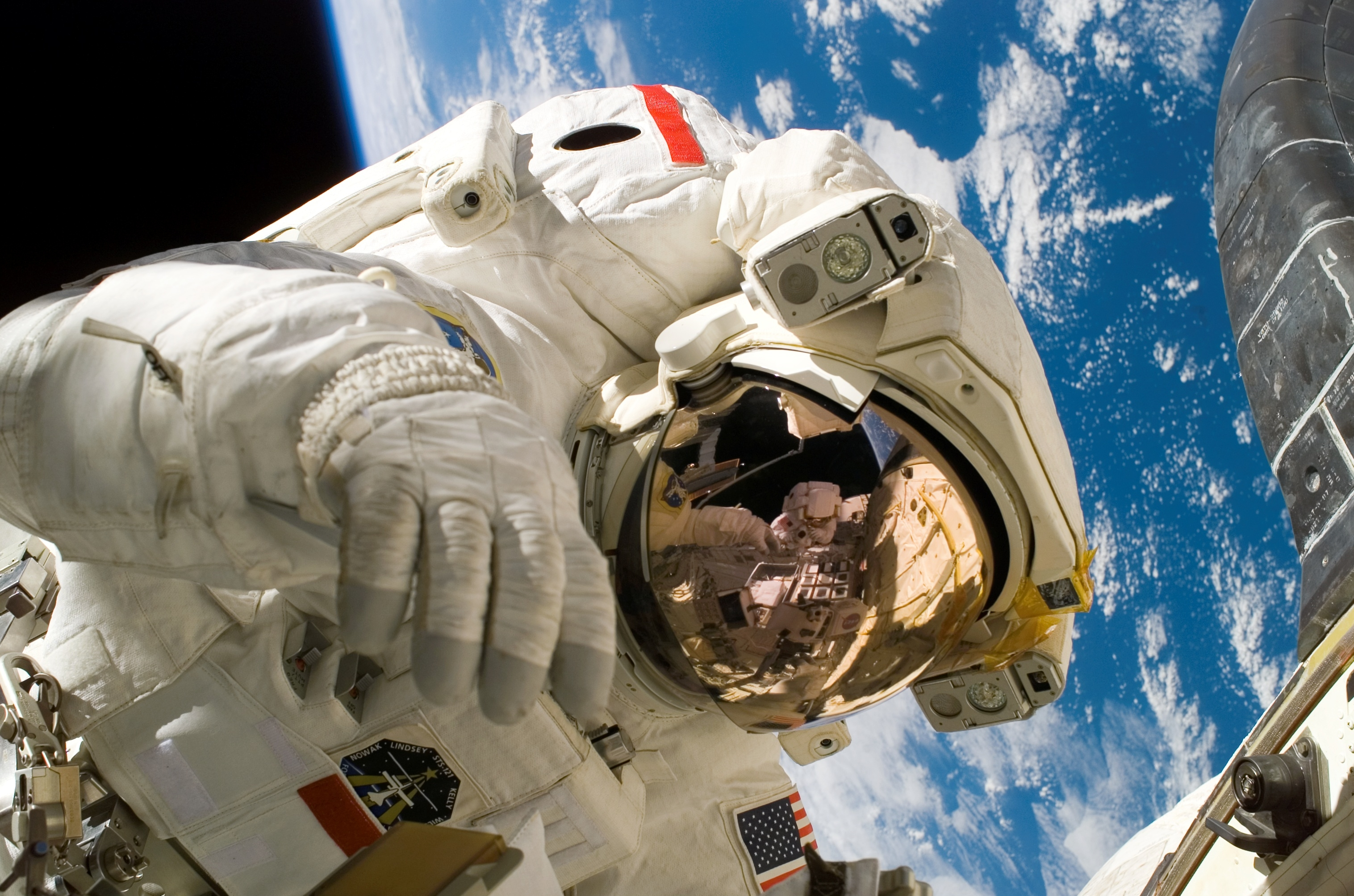
O astronauta Piers Sellers durante a terceira atividade extraveicular da STS-121, numa demonstração das técnicas de reparo do escudo térmico.

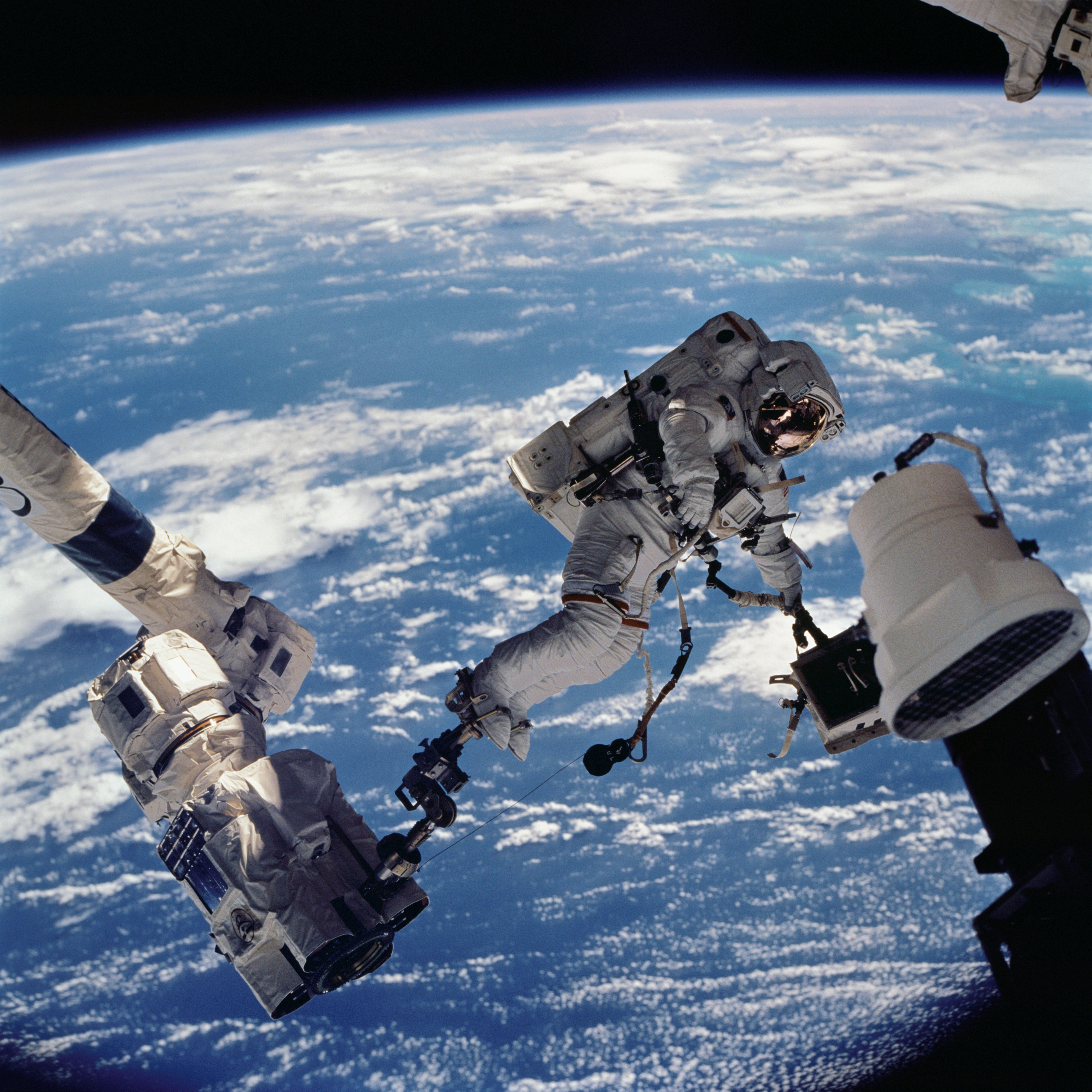
O astronauta norte-americano David Wolf faz reparos nos sistemas de acoplagem da Atlantis à Mir em 1997.

Astronauta, cosmonauta (em russo: космонавт, AFI: [kəsmɐˈnaft]) ou taikonauta (em chinês: 宇航员) é uma pessoa treinada para uma viagem espacial, seja para comandar, pilotar, servir como membro da tripulação de uma nave espacial ou desempenhando atividades extraveiculares.
Tecnicamente considera-se astronauta todo aquele que empreenda voo sub-orbital (voo balístico, sem entrar em órbita) ou voo orbital de, no mínimo, 100 km de altitude (considerado o limite externo da atmosfera).
Embora geralmente reservado para os profissionais viajantes, por vezes o termo é aplicado a qualquer pessoa que viaja no espaço, incluindo cientistas, políticos, jornalistas e turistas.

## Definição

Mapa dos países cujos viajantes espaciais voaram ao espaço até 2009.
1960 – 1969
1970 – 1979
1980 – 1989
1990 – 1999
2000 – 2009

Até 2003, os astronautas eram patrocinados e formados exclusivamente pelos governos, pelas forças armadas ou por agências espaciais estatais civis. No entanto, com o primeiro voo sub-orbital financiado pelo setor privado SpaceShipOne em 2004, surgiu uma nova categoria de astronautas: o astronauta privado.
Os critérios para definir o que constitui o voo espacial humano variam bastante. A Fédération Aéronautique Internationale (FAI) define uma viagem espacial como qualquer voo acima de 100 km. Contudo, nos Estados Unidos, pessoas que viajarem acima de 80 km são consideradas astronautas.
Até 29 de maio de 2008, um total de 482 pessoas de 39 países atingiram 100 km de altitude (ou mais), sendo que 479 alcançaram a Órbita terrestre baixa ou além. Destas, 24 pessoas viajaram além da órbita terrestre baixa, à órbita lunar ou trans-lunar, ou para a superfície da Lua; três das 24 fizeram-no duas vezes (Lovell, Young e Cernan). Segundo a definição dos EUA, 488 pessoas qualificadas já alcançaram o espaço. Até 2008, o homem com a estadia mais longa no espaço era Sergei Krikalev, que ali passou 803 dias, 9 horas e 39 minutos, ou 2,2 anos. Peggy Whitson detém o recorde da maior estadia no espaço por uma mulher, com 377 dias passados fora do planeta.
Em junho de 2013, do número total de pessoas que já foram ao espaço - entre astronautas, taikonautas, cosmonautas e turistas espaciais - 57 eram mulheres.

## Terminologia
De certa forma, "astronauta", "cosmonauta", "taikonauta" e "espaçonauta" são sinônimos do termo "viajantes espaciais". Na maior parte das vezes, "cosmonauta" e "astronauta" são sinônimos em todas as línguas e o termo escolhido é frequentemente ditado por razões políticas, sendo que ambos os termos ficaram consagrados durante a corrida espacial da década de 1960, disputada entre os Estados Unidos e a ex-União Soviética.

### Estados Unidos
Nos Estados Unidos e em muitas outras nações cujo idioma é o inglês, o profissional que viaja no espaço é denominado astronauta. O termo deriva das palavras gregas ástron (άστρον), significando "estrela", e nautes (ναύτης), significando "navegante, marinheiro". O primeiro uso do termo no sentido moderno foi encontrado na curta história The Death's Head Meteor (1930), de Neil R. Jones. A palavra em si já era antes conhecida, no entanto: no livro Do Outro Lado do Zodíaco (1880), de Percy Greg, "astronauta" refere-se a uma nave espacial.

### Rússia
Por convenção, um viajante espacial empregado na Agência Espacial Federal Russa (ou na sua antecessora soviética), é chamado de cosmonauta em textos ingleses e em outros idiomas, como no português. O termo é uma adaptação da palavra russa kosmonavt (космонавт), a qual por sua vez deriva das palavras gregas kosmos (κόσμος), "universo", e nautes (ναύτης), "marinheiro".
O termo cosmonauta foi cunhado por Mikhail Tikhonravov.

### Outros termos
Embora nenhuma nação - com exceção da Rússia (ex-União Soviética), os EUA e a China - tenha lançado uma nave espacial tripulada, várias outras nações enviaram pessoas para o espaço com a colaboração de um destes países. Inspirados por estas missões extraterrestres, surgiram outros sinônimos para "viajantes espaciais". Entre eles, o termo spationaut (ortografia inglesa), que na ortografia da língua francesa é spationaute. Este termo é utilizado para descrever viajantes espaciais franceses, a partir da palavra latina spatium, que significa espaço. Outro exemplo é o termo angkasawan utilizado pelos malaios, muito usado para descrever os participantes do Programa Espacial Angkasawan. Na China, os termos yǔhángyuán (宇航员) e hángtiānyuán (航天员) referem-se a viajantes espaciais. A expressão tàikōng rén (太空人 - literalmente "pessoa do espaço" ou "espaçonauta") é frequentemente usada em Taiwan e em Hong Kong. O termo híbrido "taikonauta", de 太空 (tàikōng, espaço) - cunhado em 1988, quando a China começou a treinar tripulantes de naves espaciais - tornou-se mais conhecido em 2003, por ocasião do lançamento da primeira nave tripulada chinesa, a Shenzhou 5, que levou a bordo Yang Liwei, o primeiro "taikonauta". O termo "lusonauta" refere-se aos viajantes espaciais de origem lusófona.

## Treinamento

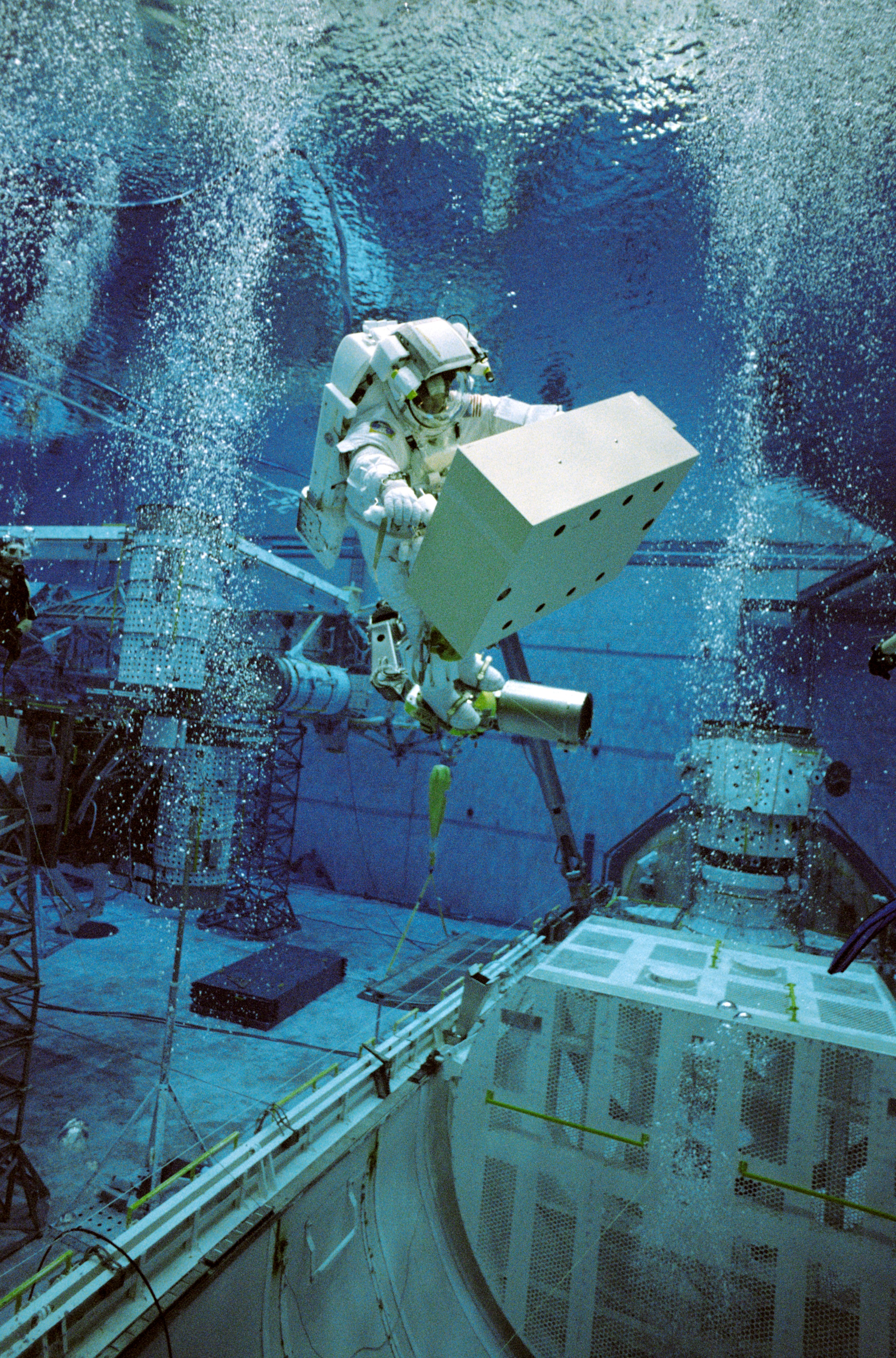
Um astronauta em Treino num ambiente subaquático, o qual permite simular uma atividade extraveicular.

Os primeiros astronautas da NASA foram selecionados em 1959.
No início do programa espacial americano, os pré-requisitos para uma pessoa tornar-se astronauta da NASA eram ter formação em engenharia e pilotagem de aviões militares a jato, embora nem John Glenn e nem Scott Carpenter (ambos do Mercury Seven) tivessem qualquer grau universitário de engenharia ou de qualquer outra disciplina na altura da seleção. A seleção foi inicialmente limitada aos pilotos militares. Os primeiros astronautas (da América e da Rússia) tendiam a ser pilotos de aeronaves, e foram muitas vezes pilotos de testes.
Uma vez selecionados, os astronautas da NASA passam por um treinamento de 20 meses numa variedade de áreas, incluindo testes de atividade extraveicular numa instalação como a Neutral Buoyancy Laboratory da própria NASA. O astronauta em treinamento também pode experimentar curtos períodos de microgravidade.
O astronauta tem a obrigação de acumular um certo número de horas de voo em aviões a jato de capacidade elevada antes da(s) decolagem(ns). Isto é feito principalmente em veículos como o T-38 Talon fora de Ellington Field, devido à sua proximidade com o Lyndon B. Johnson Space Center. A maioria dos voos das aeronaves faz-se fora da Edwards Air Force Base.

### Requisitos da candidatura na NASA
- Ser cidadão dos Estados Unidos.[14]
- Passar num rigoroso exame físico. A pressão sanguínea, enquanto ajustada, não deve ser superior a 140 sobre 90.

#### Comandante e piloto
- Necessário bacharelado em engenharia, ciências biológicas, ciências físicas ou matemática. Embora não seja essencial, uma pós-graduação conta no requisito.
- Pelo menos 1 000 horas voando como piloto em comando de avião a jato. A experiência como piloto de teste é desejável.
- A altura do candidato deve ser de 1,57 m a 1,90 m.

#### Especialista em missão
- Necessário bacharelado em engenharia, ciências biológicas, ciências físicas ou matemática e ter, pelo menos, três anos de experiência profissional relacionada.
- A altura do candidato deve ser de 1,49 m a 1,93 m.

## Marcos de viagens espaciais

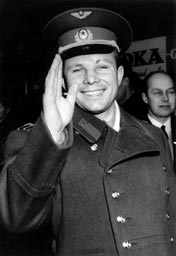
Yuri Gagarin, a primeira pessoa no espaço (1961).

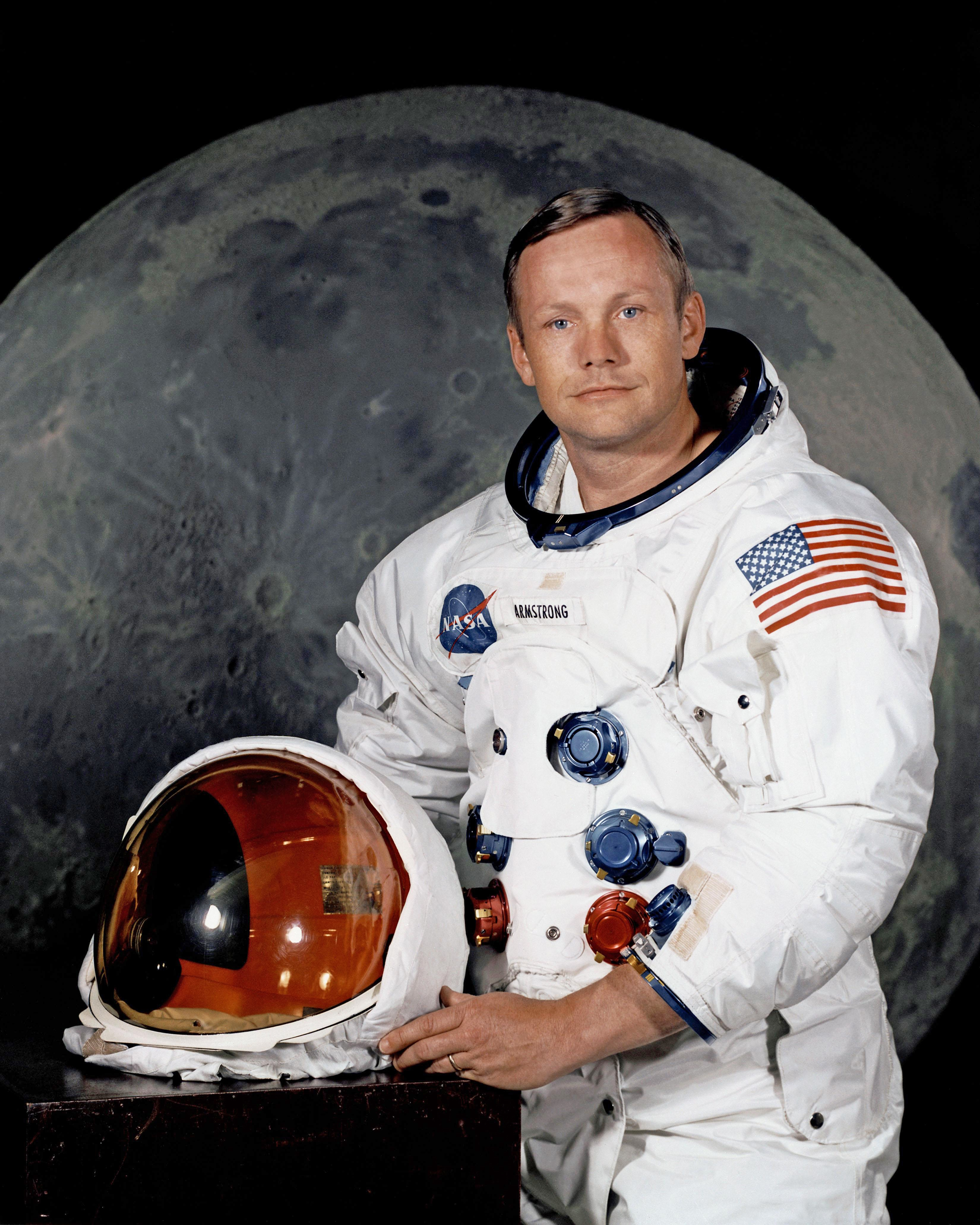
Neil Armstrong, a primeira pessoa a andar sobre a Lua (1969).

O primeiro humano a atingir o espaço foi o soviético Iuri Gagarin, lançado em 12 de abril de 1961, a bordo da Vostok 1, espaçonave que pesava 4 725 kg. Quando Gagarin viu a Terra do espaço, pronunciou estas palavras para o controle terrestre:
«A Terra é azul. Como é maravilhosa. É surpreendente.»
Valentina Tereshkova foi a primeira cosmonauta da história e a primeira mulher a ir ao espaço, em 16 de junho de 1963.
Alan Shepard se tornou o primeiro americano e a segunda pessoa a viajar no espaço, em 5 de maio de 1961. A primeira mulher americana no espaço foi Sally Ride, durante a missão STS-7 em 18 de junho de 1983, a bordo da nave Challenger (ver: Mulheres no espaço e Lista de mulheres astronautas). A primeira missão para a órbita da Lua foi a Apollo 8, que teve entre seus tripulantes William Anders, nascido em Hong Kong, fazendo dele o primeiro astronauta asiático (embora ele fosse cidadão estadunidense), em 1968. Em 15 de outubro de 2003, o primeiro astronauta chinês (chamado de taikonauta) foi Yang Liwei, na missão Shenzhou 5.
A União Soviética, através do Programa Intercosmos, permitiu que pessoas de outros países socialistas voassem em suas missões. Uma dessas pessoas foi o checoslovaco Vladimir Remek, que se tornou o primeiro europeu no domínio espacial soviético, em 1978, no foguete russo Soyuz. Em 1980, o cubano Arnaldo Tamayo Méndez se tornou a primeira pessoa descendente de africanos a voar no espaço (a primeira pessoa nascida na África a viajar ao espaço foi Patrick Baudry, como cidadão francês, em 1985; o primeiro cidadão de um país africano foi Mark Shuttleworth, em 2002). Em 1988, Abdul Ahad Mohmand se tornou o primeiro afegão a partir fora da terra, retornando nove dias depois, sete dos quais a bordo da estação espacial Mir.

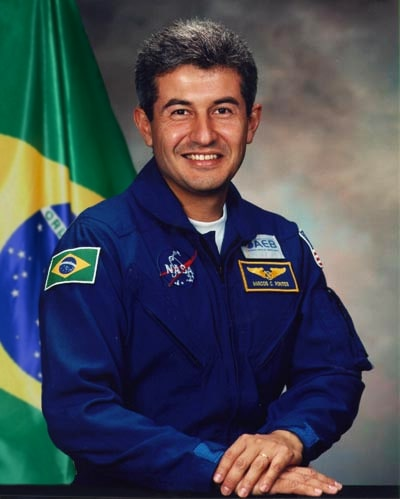
Marcos Pontes, primeiro astronauta brasileiro.

O primeiro lusófono a partir para uma tripulação espacial foi o brasileiro Marcos Pontes, a bordo da "Missão Centenário". Em 30 de março de 2006, partiu em direção à Estação Espacial Internacional (ISS) a bordo da nave russa Soyuz TMA-8, com oito experimentos científicos brasileiros para execução em ambiente de microgravidade, retornando no dia 8 de abril, a bordo da nave Soyuz TMA-7. Além de ter sido o primeiro lusófono, foi o primeiro cidadão do Hemisfério Sul a ir para o espaço.

### Idades
A pessoa mais jovem a voar ao espaço foi o russo Gherman S. Titov, que voou na Vostok 2, aos 25 anos de idade (sendo também o primeiro astronauta a sofrer de síndrome de adaptação ao espaço), e a mais velha foi John Glenn, que voou na missão STS-95 aos 77 anos de idade.

### Marcos não governamentais
O primeiro viajante espacial não governamental foi Byron K. Lichtenberg, pesquisador do Instituto Tecnológico de Massachusetts que voou na missão STS-9. Em dezembro de 1990, Toyohiro Akiyama se tornou o primeiro repórter a viajar no espaço, pela missão Soyuz TM-11. Da órbita, fez várias matérias ao vivo para os espetadores do canal Tokyo Broadcasting System (TBS), durante sete dias, narrando o dia a dia de uma missão espacial.

### Viajantes autofinanciados
A primeira pessoa a voar numa missão totalmente financiada com fundos privados foi Mike Melvill, pilotando o SpaceShipOne flight 15P numa jornada sub-orbital, embora fosse um piloto de teste empregado pela Scaled Composites. Até 2007, mais cinco pessoas pagaram para voar no espaço. Todos os participantes, listados abaixo, decolaram e acoplaram na Estação Espacial Internacional em naves Soyuz.
1. Dennis Tito: 28 de abril a 6 de maio de 2001[19]
2. Mark Shuttleworth: 25 de abril a 5 de maio de 2002
3. Gregory Olsen: 1 a 11 de outubro de 2005
4. Anousheh Ansari: 18 a 29 de setembro de 2006[20]
5. Charles Simonyi: março de 2007
6. Richard Garriott: outubro de 2008
7. Charles Simonyi: março de 2009 (primeiro a ir duas vezes ao espaço como turista)
8. Guy Laliberté: outubro de 2009[21]

## Mortes
Até 2019, dezoito astronautas perderam a vida numa viagem espacial. Treze deles eram americanos, quatro soviéticos e um israelense. Mas devido ao avanço da tecnologia, a probabilidade de mortes tem vindo a diminuir.

### Astronautas mortos
- ver Lista de astronautas (1980–1999) e Lista de astronautas (1961–1979)

## Insígnia

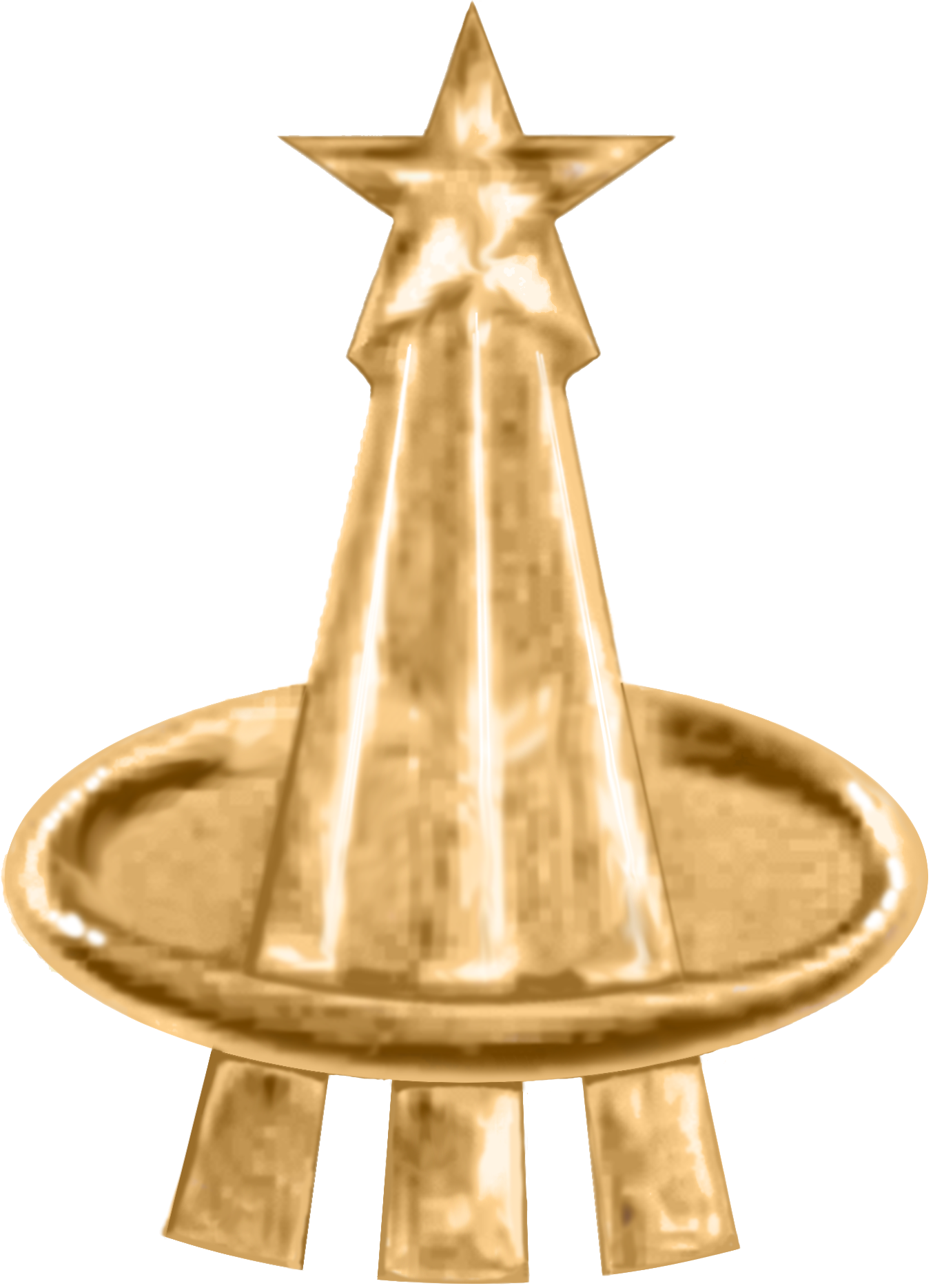
Insígnia de lapela de astronauta da NASA, oferecida àqueles que voaram no espaço

Na NASA, aqueles que completam o treinamento de candidato a astronauta recebem uma insígnia de prata. Depois de ter voado no espaço e regressado, o astronauta recebe uma insígnia de ouro.